# Asamblea Legislativa de Nueva Gales del Sur
La Asamblea Legislativa de Nueva Gales del Sur es la cámara baja del parlamento de Nueva Gales del Sur en Australia. La cámara alta es el Consejo Legislativo. Ambos se sientan en la Casa del Parlamento en la capital del estado, Sídney. La Asamblea tiene 93 miembros, cada uno de ellos elegido para una circunscripción de un solo miembro, conocidos como escaños. La votación se realiza mediante el sistema preferencial opcional.

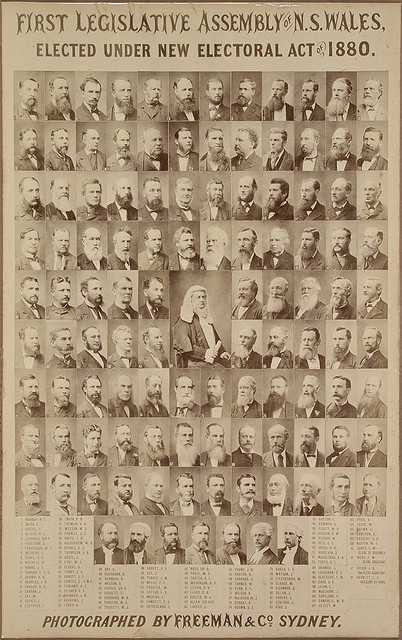
Primera Asamblea Legislativa de Nueva Gales del Sur - 1880

Los miembros de la Asamblea Legislativa tienen las siglas MP después de sus nombres. Hasta 1990, se utilizaba la sigla "MLA" ("Miembro de la Asamblea Legislativa").

## Composición
Las últimas elecciones se celebraron en 2019. La composición de la Asamblea Legislativa resultante fue la siguiente:
|  | 31.99 % |

|  | 9.60 % |

|  | 41.58 % |

|  | 33.31 % |

|  | 9.57 % |

|  | 3.46 % |

|  | 4.77 % |

|  | 52.02 % |

|  | 47.98 % |